# 唐鑑 (清朝)
唐鉴（1778年—1861年），字镜海，湖南善化人，晚清理学家。为曾国藩之师。

## 生平
唐仲冕之子。嘉庆十四年（1809年）进士，授翰林院庶吉士，历任检讨、御史、府、道、臬、藩等地方官。道光二十年（1840年），召授太常寺卿。
唐鉴为晚清學界巨擘，服膺二程及朱子学，为清末义理学派代表人物。